# Imperador Zhaozong
O imperador Zhaozong de Tang (31 de março de 867 - 22 de setembro de 904), nome mais tarde mudado para Li Min e novamente para Li Ye, foi o penúltimo imperador da dinastia Tang da China. Ele reinou de 888 a 904 (embora tenha sido brevemente deposto pelo eunuco Liu Jishu em 900 e restaurado em 901). O Imperador Zhaozong foi o sétimo filho do Imperador Yizong e irmão mais novo do Imperador Xizong. Mais tarde, Li Jie foi assassinado por Zhu Wen, que mais tarde se tornaria o imperador fundador da dinastia Liang posterior.
Durante o reinado do Imperador Zhaozong, a dinastia Tang caiu em total desordem e rebeliões, que estavam em andamento desde o reinado de seu irmão mais velho, o Imperador Xizong, à medida que eclodiram em todo o país enquanto a autoridade do governo imperial efetivamente desaparecia. Em meio a tudo isso, o imperador Zhaozong tentou salvar a dinastia moribunda. No entanto, seus esforços para reafirmar o poder imperial geralmente saíram pela culatra, já que suas campanhas malsucedidas contra Li Keyong, Chen Jingxuan e Li Maozhen apenas permitiram que eles reafirmassem seu poder. Eventualmente, o principal senhor da guerra Zhu Wen assumiu o controle do governo imperial e em 904 matou o imperador Zhaozong como prelúdio de assumir o trono Tang. Zhu também matou muitos dos ministros do imperador Zhaozong, incluindo o chanceler, Cui Yin. Zhu então colocou o filho de 13 anos de Zhaozong como um imperador fantoche (como Imperador Ai). Em 907, o próprio Zhu assumiu o trono, encerrando a dinastia Tang e estabelecendo uma nova dinastia Liang posterior. O reinado do imperador Zhaozong durou quase 16 anos e ele foi enterrado no Mausoléu He (和陵). Ele tinha 37 anos.